# Famille de Feschal
 (juillet 2025).
Si vous disposez d'ouvrages ou d'articles de référence ou si vous connaissez des sites web de qualité traitant du thème abordé ici, merci de compléter l'article en donnant les références utiles à sa vérifiabilité et en les liant à la section « Notes et références ».
La famille de Feschal est une famille de la Mayenne, remontant probablement au XIIe siècle.

## Origine
Le premier membre de la famille serait Payen de Feschal au XIIe siècle. Celui-ci cède[Quand ?] à l'abbé de la Roë un droit de coutume pour l'âme de son frère Émery.[réf. nécessaire]
Les Feuchauds de Bouchamps, d'Athée, de La Bazouge-de-Chemeré, de Saint-Georges-le-Feschal, sont peut-être des possessions de la famille qui pourrait bien être originaire de Saint-Georges-le-Fléchard, où le nom désigne un vaste territoire s'étendant aussi sur La Bazouge.[réf. nécessaire]
La Flèche de Marigné-Peuton qui leur appartenait encore en 1509, dérive peut-être aussi son nom du même mot, ou vice-versa.[réf. nécessaire]
Hamelin de Feschal, fils aîné de Jean, sans doute seigneur de Thuré, épouse Julienne, sœur de Macé de Brée, qui lui assigne outre une somme de 100 livres tournois, une rente de 10 livres sur des biens à Aron au XIIIe siècle
Jean de Feschal est un homme d'armes d'Amaury IV de Craon en 1412.[réf. nécessaire]

## Armoiries

Armes des Feschal

Les armes de la famille se blasonnent ainsi Vairé et contrevairé d'argent et d'azur, chargé d'une croix étroite de gueules.

## Filiation
- Olivier de Feschal, dont
  - René de Feschal († 6 juillet 1518), mari de (1) Jeanne de Villiers ; (2) Jeanne de Châteaubriand. Son corps est enterré dans le chœur de la Collégiale Saint-Michel de Laval.
  - Marguerite de Feschal, épouse de Jean Bourré.
  - Jean de Feschal, baron de Poligné (1527), mari de Claude de Silly, chevalier et chambellan du roi fut bailli et gouverneur de Caen entre 1504 et 1516. Il est l'auteur d'un manuscrit sur parchemin nommé traité d’hippiatrie et d’embouchure qui se compose de deux traités. Le premier, le traité d'embouchure, comprend 160 dessins de mors réalisés à l'encre ; le second est un traité d'hippiatrie qui comporte 36 recettes pour soigner les chevaux et n'est pas illustré[2] ;
  - Louis de Feschal, achète au prieur du Port-Ringeard la terre de la Gougeonnière, 1563 ; il est qualifié de seigneur de Saint-Aubin, dans un contrat passé à la Bazouge-des-Alleux, 1551.
  - Olivier de Feschal, chevalier de l'ordre du roi, mari : # de Madeleine de Sourches ; # de Madeleine de Beaumanoir, laquelle revint sûrement au catholicisme ; mort sans enfants après 1592, époque où il habite, accidentellement sans doute, en la maison du doyenné au Mans.

## Personnalités
- Olivier de Feschal, seigneur, gouverneur de Laval (à partir de 1430).

## Possessions
- Château de Montchevrier
- Château du Pin de Préaux
- Château de Poligné
- Château de Thuré
- Château de la Villaudray
- Château de Marboué
- Château de la Guéhardière
- Château du Bourgeau
- Château de Grenusse